# Wiesław Sajdak
Wiesław Sajdak (ur. 14 kwietnia 1940 w Garwolinie, zm. 3 kwietnia 2010 w Szczecinie) – polski pięcioboista nowoczesny, mistrz i reprezentant Polski.

## Kariera sportowa
Po II wojnie światowej zamieszkał z rodzicami w Szczecinie, ukończył zawodową szkołę cukierniczą, trenował pływanie i piłkę wodną w Pionierze i Arkonii Szczecin. W 1960 powołany do służby wojskowej, został zawodnikiem CWKS Legia Warszawa i rozpoczął uprawianie pięcioboju nowoczesnego. W 1962 został mistrzem Polski, w 1961 reprezentował Polskę na mistrzostwach świata (14 m. drużynowo i 41 m. indywidualnie). W związku z likwidacją wyczynowego pięcioboju w Polsce w 1963, wyjechał z Warszawy i zamieszkał w Stargardzie Szczecińskim. W 1965 po odrodzeniu dyscypliny powrócił do treningów i w 1966 zwyciężył w pierwszych od 1962 mistrzostwach Polski, a w 1968 wywalczył wicemistrzostwo Polski. Startował też na mistrzostwach świata w 1967 (17 m. indywidualnie i 8 m. drużynowo) oraz 1969 (21 m. indywidualnie i 12 m. drużynowo), był kandydatem do startu na Igrzyskach Olimpijskich w Meksyku (1968), na które reprezentacja Polski nie wyjechała ze względów finansowych.
W 1969 zakończył karierę sportową, w latach 1970-2000 prowadził w Stargardzie Szczecińskim cukiernię "Ptyś".